# Société d'étude du XVIIe siècle
La Société d'étude du XVIIe siècle est fondée à Paris en 1948, sous la forme d'une association loi de 1901, afin de regrouper les spécialistes (historiens, littéraires, philosophes, historiens de l'art, musicologues) de cette période et de développer les études portant sur ce siècle.

## La société
La société est créée en 1948 (ses statuts ayant été déposés le 22 avril 1948) par Georges Mongrédien, Monseigneur Marius-Henri Guervin et E. Houdart de La Motte. Entre autres activités, elle soutient l'organisation d'événements et la publication d'ouvrages scientifiques portant sur le XVIIe siècle par des aides au financement.

### Liste des présidents
- 1948-1978 : Georges Mongrédien (1901-1980)[7]
- 1978-1984 : Jean Mesnard[8]
- 1985-1989 : Jacques Truchet[9]
- 1989-1994 : Nicole Ferrier-Caverivière[10],[11]
- 1994-1997 : Jean Bérenger
- 1997-2002 : Jean-Robert Armogathe[12],[13]
- 2002-2009 : Yves-Marie Bercé[14]
- 2009-2015 : Jean-Marie Constant
- Depuis 2015 : Jean-Robert Armogathe

### Le prixXVIIesiècle
La Société attribue chaque année depuis 1984 un prix à l'ouvrage le plus marquant de l'année précédente, portant sur le XVIIe siècle et qui peut être une œuvre audio-visuelle.
- 1985 : Jean-Pierre Labatut, Louis XIV, roi de gloire, Paris, éditions de l’Imprimerie nationale.  (ISBN 978-2-1108-0805-9).
- 1986 : Michel Duchein, Jacques Ier Stuart, roi de la paix, Paris, presses de la Renaissance.
- 1987 : Cornelis de Waard et Armand Beaulieu, Correspondance du père Marin Mersenne, t. XVI, Paris, presses du CNRS.
- 1988 : Georges Couton, édition des Œuvres complètes de Corneille, Paris, Gallimard, bibliothèque de la Pléiade et Marc Minkowski, enregistrement de Lully-Molière : Les Comédies ballets par les Musiciens du Louvre, éditions Erato.
- 1989 : Dirk Van der Cruysse, Madame Palatine, Paris, éditions Fayard.
- 1990 : Jean-Dominique de La Rochefoucauld, Richelieu ou la Journée des dupes, création cinématographique.
- prix 1991 : Lucile et Bartolomé Bennassar, Les Chrétiens d’Allah : L'Histoire extraordinaire des renégats, XVIe – XVIIe siècle, Paris, Librairie académique Perrin.
- 1992 : John Huxtable Elliott, Richelieu et Olivarès, Paris, éditions PUF  (ISBN 978-2-13-042877-0)[17].
- 1993 : Madeleine Foisil, La Vie quotidienne sous Louis XIII, Paris, éditions Hachette.
- 1994 : Franck Lessay, Éditions critiques et traductions de Hérésie et histoire et de De la liberté et de la nécessité de Thomas Hobbes, Paris, éditions Vrin[18].
- 1995 : Louis-Antoine Prat et Pierre Rosenberg, Catalogue raisonné des dessins de Poussin, Milan, éditions Léonardo.
- 1996 : Constance Cagnat, La Mort classique : Écrire la mort dans la littérature française en prose de la seconde moitié du XVIIe siècle, Paris, éditions Honoré Champion  (ISBN 978-2-85203-476-1)
- 1997 : Simone Herry, Une ville en mutation : Strasbourg au tournant du Grand Siècle, Presses universitaires de Strasbourg  (ISBN 978-2-86820-660-2)
- 1998 : Emmanuel Coquery (commissaire), Visages du grand siècle : Le Portrait français sous le règne de Louis XIV, Somogy, ouvrage collectif publié à l’occasion des expositions de Nantes et de Toulouse.
- 1999 : Alexandra Lapierre, Artemisia : Un duel pour l'immortalité, Robert Laffont[19]
- 2000 : Georges Forestier,  édition critique des Œuvres complètes, t. 1 : Théâtre-Poésie de Racine, Gallimard.
- 2001 : Olivier Chaline, La Bataille de la Montagne Blanche, 8 novembre 1620 : Un mystique chez les guerriers, Noesis.
- 2002 : Delphine Denis, Le Parnasse galant : Institution d’une catégorie littéraire au XVIIe siècle, Honoré Champion[20].
- 2003 : Pierre Blet, Les Nonces du roi à la cour de Louis XIV, Perrin  (ISBN 978-2-262-01815-3).
- 2004 : Jean-Marc Châtelain, La Bibliothèque de l'honnête homme, BnF[21]
- 2005 : Jean Lesaulnier et Antony McKenna (dir.), Dictionnaire de Port-Royal, Honoré Champion[22].
- 2006 : Jean-Robert Armogathe, L’Antéchrist à l’âge classique : Exégèse et politique, Mille et une nuits
- 2007 : Hubert Bost, Pierre Bayle, Fayard[23]
- 2008 : Benoist Pierre, Le Père Joseph : L’Éminence grise de Richelieu, Perrin.
- 2009 : Bertrand Jestaz, Jules Hardouin-Mansart, Picard.
- 2010 : Collectif et Chantal Grell (Sous la direction de), Anne d'Autriche : Infante d'Espagne et reine de France, Perrin, 2009, 380 p. (ISBN 978-2-262-03116-9).
- 2011 : Gilles Siouffi, Le Génie de la langue française : Études sur les structures imaginaires de la description linguistique à l'âge classique, Honoré Champion, 2010, 520 p.  (ISBN 978-2-7453-1943-2).
- 2012 : Dominique Descotes, La Logique de Port-Royal, Champion, 2011.
- 2013 : Isabelle Landy-Houillon, Entre philologie et linguistique : Approches de la langue classique, Garnier, 2012.
- 2014 : Sophie Vergnes, Les Frondeuses : Une révolte au féminin (1643-1661), Seyssel, Champ Vallon, 2013.
- 2015 : Nathalie Lecomte, Entre cours et jardins d’illusions. Le ballet en Europe (1515-1715), Paris, Centre national de la danse, 2014.
- 2016 : Ariane James-Sarazin, Hyacinthe Rigaud (1659-1743), Dijon, Faton, 2016.
- 2017 : M. François Friche, Romans comiques et mystère de l’Incarnation (1620-1660), Paris, Hermann, 2017.
- 2018 : Catherine Secrétan et Willem  Frijhoff, Dictionnaire des Pays Bas au Siècle d’Or, Paris, CNRS Editions, 2018
- 2019 : Yann Rodier, Les raisons de la haine. Histoire d’une passion dans la France du premier XVIIe siècle (1610-1659),  Ceyzérieu, Champ Vallon, 2020
- 2020 : Alexandre Maral et Valérie Carpenter-Vanhaverbeke, Antoine Coysevox. Le sculpteur du Grand siècle, Paris, Arthena, 2020
- 2022 : Claire Gheeraert-Graffeuille, Lucy Hutchinson and the English Revolution. Gender, Genre, and History Writing, Oxford University Press, 2022.

## Activité éditoriale
La société fait paraître quatre fois par an depuis 1949, avec le concours du CNL, la revue XVIIe siècle, la principale revue scientifique généraliste sur le XVIIe siècle, dans un cadre interdisciplinaire. Depuis 2000, les sommaires, résumés et plans d'articles sont consultables en ligne.
Elle est référencée par l'ERIH PLUS (European Reference Index for the Humanities and Social Sciences).